# Críptico
| Subdivisões do Pré-Cambriano | Subdivisões do Pré-Cambriano | Subdivisões do Pré-Cambriano | Subdivisões do Pré-Cambriano |
| Éon                          | Era                          | Sistema/Período              | Idade (Ma)                   |
| ---------------------------- | ---------------------------- | ---------------------------- | ---------------------------- |
| Arqueano                     | Eratosteniano                |                              | mais recente                 |
| Hadeano                      | Ímbrico                      | Ímbrico Superior             | 3850-3400                    |
| Hadeano                      | Ímbrico                      | Ímbrico Inferior             | 3880-3850                    |
| Hadeano                      | Nectárico                    |                              | 3920-3880                    |
| Hadeano                      | Grupos Basin                 |                              | 4150-3920                    |
| Hadeano                      | Críptico                     |                              | 4570-4150                    |

A Era Críptica se refere à etapa mais antiga de evolução geológica da Terra e da Lua. É a era (não formalmente reconhecida) mais antiga do éon Hadeano, que começou há cerca de 4 570 milhões de anos, quando se formaram a Terra e a Lua. Não existem atualmente amostras para a transição entre a era Críptica e a era seguinte (Grupos Basin), ainda que usualmente se estabeleça a sua finalização há 4 150 Ma.
A Comissão Internacional de Estratigrafia não reconhece esta era, nem nenhuma subdivisão Hadeica.

## Eventos importantes
- 4 570 Ma atrás: começo da condensação da nebulosa que deu origem ao Sistema Solar.
- 4 560 Ma atrás: começo das reações nucleares do Sol, ao mesmo tempo que a Terra primitiva chegou a um tamanho próximo de hoje, já tendo uma magnetosfera fraca.
- 4 533 Ma atrás: possível colisão entre a Terra e Theia e origem da Lua.
- 4 400 Ma atrás: graças à magnetosfera começou a formação da atmosfera da Terra e a hidrosfera.
- 4 370 Ma atrás: a magnetosfera foi intensa o suficiente para proteger a atmosfera do vento solar.
- 4 300 Ma atrás: a atmosfera primitiva foi estabelecida como tal, favorecendo o desenvolvimento da hidrosfera.
- 4 150 Ma atrás: fim desta era e começo da era conhecida como Grupos Basin.[3]